# 地球守護靈
《地球守護靈》是日渡早紀創作的日本漫畫作品。於白泉社漫畫雜誌《花與夢》1986年至1994年期間進行連載。單行本全21卷。
原題《記憶鮮明：東京篇》與作者的另一個作品《記憶鮮明》共用同一個世界觀，但故事是由七個轉生到地球的外星人所展開。

## 劇情簡介
某一星球爲了觀察地球派出了一組七人（4男3女）的科研調查隊，他們就是柊，秋海棠，懦子蘭，槐，玉蘭，紫苑以及木蓮。由于木蓮的美貌與睿智使得隊裏的男性對其愛慕非常，而隊裡的槐又暗戀着玉蘭，但是木蓮卻獨鍾情于不善交際的紫苑。時間就在着錯綜複雜的愛戀關係中過去，并伴着木蓮不時興起唱歌導致植物狂長後處理的煩惱（木蓮是沙希里安，具有是大地回春的能力）（沙希里安是一億個人中才有一個的特殊人種，有預知，超能力，使植物生長的各種能力）。直到，母星因爲戰爭全滅，他們又感染病毒爲止。
這些突如其來的災難，使得隊裏發生了爭執。紫苑由於和玉蘭發生爭吵又被大家關禁閉，内心的憤怒與不甘使他侮辱了前來探望的木蓮。雖然最後以木蓮的寬大使大家原諒了紫苑（因爲沙希里安的純潔標志還在），但其實木蓮是怨恨着紫苑的，（這裏動畫沒有表現）否則她也不會在轉世後不願回想起前世的記憶。緊接着病毒發作，玉蘭，懦子蘭，柊相繼死去，在秋海棠死前他做出了唯一一分的疫苗。爲了報復侮辱了木蓮的紫苑，他給紫苑注射了疫苗，導緻紫苑在基地上獨自活了9年（木蓮死前讓他答應不能自殺），并發了瘋。最後感染時竟狂笑着死去帶着對秋海棠的無比怨恨……
轉世後，大家相遇了。亞梨子的鄰居在她的無意之下從樓上摔了下來，由此覺醒了前世的記憶，開始了對秋海棠的報復。他威脅春彥假扮紫苑去套大家的密碼，準備利用東京鐵塔年引爆月球基地，埋藏前世的記憶。而輪身體内的紫苑意識似乎想利用密碼破壞地球。輪内心的掙紮，對亞梨子的愛慕，而自身又與她的年齡差距使得他越來越痛苦。另一方面承襲前世的因緣，一成對迅八的愛将會如何呢？亞梨子能否拯救輪的内心，爲未來的幸福而努力呢？

## 登場人物

### 現世
坂口亜梨子
- CV：白鳥由里
- 性別：女
- 前世：木蓮
- 初登場時：高中2年級
- 人際關係：小林輪的鄰居
- 超能力：歌聲可使植物異常成長

小林輪
- CV：冬馬由美
- 前世：紫苑
- 性別：男
- 初登場時：小學2年級
- 人際關係：坂口亜梨子的鄰居
- 超能力：念動力、瞬間移動
- 因前世的記憶，導致雙重人格？

笠間春彦
- CV：山口勝平
- 性別：男
- 前世：秋海棠
- 初登場時：高中2年級
- 超能力：瞬間移動
- 因幼年時期濫用超能力，所以有心臟病？

小椋迅八
- CV：森川智之
- 性別：男
- 前世：玉蘭
- 初登場時：高中2年級

錦織一成
- CV：置鮎龍太郎
- 性別：男
- 前世：槐
- 初登場時：高中2年級

国生桜
- CV：松井菜樱子
- 性別：女
- 前世：繻子蘭
- 初登場時：高中2年級

土橋大介
- CV：飛田展男
- 性別：男
- 前世：柊
- 初登場時：高中2年級

### 前世
木蓮
- CV：筱原惠美
- 性別：女
- 職業：生物學者
- 人際關係：死前與紫苑成為夫妻

紫苑
- CV：速水奨、幼年時代‐冬馬由美
- 性別：男
- 職業：工學技術員
- 人際關係：戰爭孤兒、曾與玉蘭同學過、死前與木蓮成為夫妻
- 因注射秋海棠所製作的疫苗，在月基地的其他6人死光後，獨活了9年才發病死亡，最後發瘋。

秋海棠
- CV：松本保典
- 性別：男
- 職業：醫學博士
- 人際關係：暗戀木蓮

玉蘭
- CV：森川智之
- 性別：男
- 職業：考古學者
- 人際關係：暗戀木蓮、曾與紫苑同學過

槐
- CV：鷹森淑乃
- 性別：女
- 職業：古生物學者
- 人際關係：暗戀玉蘭、繻子蘭的好友

繻子蘭
- CV：松井菜樱子
- 性別：女
- 職業：科學家
- 人際關係：槐的好友

柊
- CV：飛田展男
- 性別：男
- 職業：言語学者。兼月基地的隊長。

### 母星等人
拉斯羅
- CV：有本欽隆
- 性別：男

凱
- CV：林玉緒
- 性別：女
- 人際關係：拉斯羅的夥伴。

莉安＝卡許
- CV：翠準子
- 性別：女
- 職業：紫苑育幼院的所長。

可可絲
- CV：山崎和佳奈
- 性別：女
- 職業：在紫苑、玉蘭學校上學的同學。

羅西昂
- CV：石田彰
- 性別：男
- 人際關係：木蓮的父親。

最長老
- CV：京田尚子
- 性別：女
- 人際關係：平常是個威嚴又言行謹慎，但是其實是個很溫柔的老奶奶。

## 出版書籍
單行本
| 卷數 | 白泉社     | 白泉社             |
| 卷數 | 發售日期   | ISBN               |
| ---- | ---------- | ------------------ |
| 1    | 1987年6月  | ISBN 4-592-11485-X |
| 2    | 1987年10月 | ISBN 4-592-11486-8 |
| 3    | 1988年3月  | ISBN 4-592-11487-6 |
| 4    | 1988年6月  | ISBN 4-592-11488-4 |
| 5    | 1988年11月 | ISBN 4-592-11489-2 |
| 6    | 1989年3月  | ISBN 4-592-11490-6 |
| 7    | 1989年7月  | ISBN 4-592-11506-6 |
| 8    | 1989年12月 | ISBN 4-592-11507-4 |
| 9    | 1990年5月  | ISBN 4-592-11508-2 |
| 10   | 1990年10月 | ISBN 4-592-12190-2 |
| 11   | 1991年2月  | ISBN 4-592-12191-0 |
| 12   | 1991年7月  | ISBN 4-592-12192-9 |
| 13   | 1991年11月 | ISBN 4-592-12193-7 |
| 14   | 1992年4月  | ISBN 4-592-12194-5 |
| 15   | 1992年9月  | ISBN 4-592-12195-3 |
| 16   | 1992年12月 | ISBN 4-592-12196-1 |
| 17   | 1993年4月  | ISBN 4-592-12197-X |
| 18   | 1993年9月  | ISBN 4-592-12198-8 |
| 19   | 1993年12月 | ISBN 4-592-12199-6 |
| 20   | 1994年4月  | ISBN 4-592-12200-3 |
| 21   | 1994年8月  | ISBN 4-592-12215-1 |

文庫版
| 卷數 | 白泉社         | 白泉社                 |
| 卷數 | 發售日期       | ISBN                   |
| ---- | -------------- | ---------------------- |
| 1    | 1998年3月13日  | ISBN 978-4-592-88401-9 |
| 2    | 1998年3月13日  | ISBN 978-4-592-88402-6 |
| 3    | 1998年3月13日  | ISBN 978-4-592-88403-3 |
| 4    | 1998年6月12日  | ISBN 978-4-592-88404-0 |
| 5    | 1998年6月12日  | ISBN 978-4-592-88405-7 |
| 6    | 1998年6月12日  | ISBN 978-4-592-88406-4 |
| 7    | 1998年9月11日  | ISBN 978-4-592-88407-1 |
| 8    | 1998年9月11日  | ISBN 978-4-592-88408-8 |
| 9    | 1998年9月11日  | ISBN 978-4-592-88409-5 |
| 10   | 1998年12月15日 | ISBN 978-4-592-88410-1 |
| 11   | 1998年12月15日 | ISBN 978-4-592-88411-8 |
| 12   | 1998年12月15日 | ISBN 978-4-592-88412-5 |

愛藏版
| 卷數 | 白泉社        | 白泉社             |
| 卷數 | 發售日期      | ISBN               |
| ---- | ------------- | ------------------ |
| 1    | 2004年5月28日 | ISBN 4-592-14201-2 |
| 2    | 2004年5月28日 | ISBN 4-592-14202-0 |
| 3    | 2004年6月29日 | ISBN 4-592-14203-9 |
| 4    | 2004年6月29日 | ISBN 4-592-14204-7 |
| 5    | 2004年7月29日 | ISBN 4-592-14205-5 |
| 6    | 2004年7月29日 | ISBN 4-592-14206-3 |
| 7    | 2004年8月27日 | ISBN 4-592-14207-1 |
| 8    | 2004年8月27日 | ISBN 4-592-14208-X |
| 9    | 2004年9月29日 | ISBN 4-592-14209-8 |
| 10   | 2004年9月29日 | ISBN 4-592-14210-1 |

## OVA
1993年至1995年發售，全6話。後來被NHK BS2安排在暑假動畫劇場時段第一次在電視上播出。2001年以DVD形式發行，全4卷。動畫由Production I.G製作。

### 製作人員
- 原作 - 日渡早紀
- 導演、構成：山崎和男（日语：やまざきかずお）
- 導演補佐：川崎逸朗（第2話以後）
- 人物設定：後藤隆幸
- 美術監督：池田祐二（第2話為止）、長崎齊（第3話以後）
- 攝影監督：高橋明彥
- 剪輯：邊見俊夫、船見康惠
- 音樂：溝口肇（日语：溝口肇）
- 音響監督：浦上靖夫（日语：浦上靖夫）、小林克良（日语：小林克良）
- 製作人：前田哲也、櫻井裕子、石川光久
- 動畫製作：Production I.G
- 製作：白泉社、Victor Entertainment、INGNI

### 主题曲
片尾曲「（中文：時之記憶）」
作詞：錦織貴子、ARION，作曲、編曲：菅野洋子，主唱：SEIKA
插入曲 「Aria ～～（中文：Aria ～紫苑與木蓮～）」
主唱：森谷美月

### 各卷列表
| 卷数  | 日文標題 | 中文標題     | 演出     | 作畫監督 | 總作畫監督 | 發售日期       |
| ----- | -------- | ------------ | -------- | -------- | ---------- | -------------- |
| 第1巻 |          | 覺醒         | 川崎逸朗 | 後藤隆幸 | －         | 1993年12月17日 |
| 第2巻 |          | 相遇         | 渡邊浩   | 渡邊浩   | 後藤隆幸   | 1994年2月25日  |
| 第3巻 |          | 月之記憶     | 川崎逸朗 | 後藤隆幸 | －         | 1994年3月25日  |
| 第4巻 |          | 思念         | 千葉大輔 | 高岡希一 | 後藤隆幸   | 1994年5月27日  |
| 第5巻 |          | E·S·P        | 川崎逸朗 | 後藤隆幸 | -          | 1994年7月22日  |
| 第6巻 |          | 轉生，然後…… | 川崎逸朗 | 後藤隆幸 | -          | 1994年9月23日  |

## 相關
《記憶鮮明》系列
1. 記憶鮮明
2. 地球守護靈
3. 包圍我的月光～守護地球次世代篇～

其他相關
- 在結城正美的《機動警察》漫畫中，部份激進的環保人士曾穿著此作名稱的衣服

## 外部連結
- ●【m-serve】地球守護靈（页面存档备份，存于） （日語）
- 萬代頻道官方網站（页面存档备份，存于） （日語）